# ویتستبل
ویتستبل (به انگلیسی: Whitstable) یک شهرک در بریتانیا است که در انگلستان واقع شده‌است. ویتستبل ۳۲٬۱۰۰ نفر جمعیت دارد.

## خواهرخوانده
شهرهای برکن، نوردراین-وستفالن، لووف، سیسیمیوت، ریتشانی، بخش مالندال و Albertslund خواهرخوانده‌های ویتستبل هستند.